# فيليب بورغينيون
فيليب بورغينيون (بالفرنسية: Philippe Bourguignon)‏ هو شخصية أعمال فرنسي، ولد في 11 يناير 1948 في Salins-les-Bains ‏ في فرنسا.

## وصلات خارجية
- فيليب بورغينيون على موقع مونزينجر (الألمانية)
- فيليب بورغينيون على موقع إن إن دي بي (الإنجليزية)